# 普馬坎查山
13°33′46″S 71°39′58″W / 13.56278°S 71.66611°W
普馬坎查山（Pumacancha），是秘魯的山峰，位於該國南部庫斯科大區，由保卡坦博省的凱凱區負責管轄，屬於安地斯山脈的一部分，海拔高度4,548米。